# Sila María Calderón
Pour les articles homonymes, voir Calderón.
Sila María Calderón, née le 23 septembre 1942, est une femme politique portoricaine. Membre du Parti populaire démocrate, elle est la première femme et la 8e gouverneure de Porto Rico entre 2001 et 2005.

## Biographie

### Gouverneure de Porto Rico
Le 21 avril 1999, Calderón a présenté sa candidature au poste de gouverneur de Porto Rico. Le 31 mai, elle remporta la primaire et prit la présidence de son parti, le PPD. Le président de l'époque, Aníbal Acevedo Vilá, assuma le rôle de vice-président. Acevedo Vilá est finalement devenu le candidat à la vice-présidence de Calderón au poste de commissaire résident de Porto Rico. En 2000, Calderón a dirigé le PPD lors d'une campagne serrée pour le poste de gouverneur contre Carlos Pesquera (NPP) et Rubén Berríos (PIP). Calderón a été élu gouverneur, devenant la première femme élue gouverneur de l'histoire de Porto Rico. Après avoir prêté serment, Calderón a nommé ses deux filles, Sila Mari et María Elena, pour servir de premières dames.
En tant que gouverneur, Calderón a pris des mesures pour éliminer la corruption, rétablir la confiance dans le gouvernement, assainir les finances publiques et préserver la qualité du crédit, stimuler la croissance économique et la création d'emplois, en accordant une attention particulière aux secteurs les plus défavorisés. À ce programme, Calderon a donné 1,4 milliard de dollars au projet de communautés spéciales. Cet argent a été donné aux municipalités de Porto Rico. Une grande partie de cet argent a été détournée vers d'autres fonds. Une enquête à ce sujet est en cours de réalisation par la législature. Elle a toutefois été félicitée par le président George W. Bush et par le ministère du Logement et des Travaux publics pour ses efforts considérables dans la lutte contre la pauvreté. Elle reste l'une des rares femmes gouverneurs aux États-Unis à avoir été félicitée pour ses excellentes réalisations en tant que première dirigeante. En 2003, Calderón a annoncé sa détermination à respecter les engagements de son programme et sa décision de ne pas briguer de réélection en 2004. Le 26 mai 2004, Calderón a dû faire face à un homme qui était entré à La Fortaleza, la résidence du gouverneur, avec un couteau et qui avait pris un réceptionniste en otage, exigeant de parler directement à Calderón. Après que Calderón eut négocié avec le preneur d'otages, l'homme laissa tomber le couteau et se rendit à la police.
Calderón est associée chez Inter-American Global Links, Inc. (IGlobaL) sepuis 2008, une société de conseil en affaires et en commerce ayant des liens en Amérique centrale, dans les Caraïbes et aux États-Unis. Elle préside une fondation philanthropique qui a créé une entité à but non lucratif et non partisane – le Centre pour Porto Rico, Fondation Sila M. Calderón, qui s’intéresse aux questions de la pauvreté, des femmes, de la revitalisation urbaine, des valeurs éthiques et de la responsabilité sociale.

## Sources
- (en) Cet article est partiellement ou en totalité issu de l’article de Wikipédia en anglais intitulé « Sila María Calderón » (voir la liste des auteurs).